# Rutidea hirsuta
Rutidea hirsuta är en måreväxtart som beskrevs av William Philip Hiern. Rutidea hirsuta ingår i släktet Rutidea och familjen måreväxter. Inga underarter finns listade i Catalogue of Life.